# Copa Latina 2010 (voleibol)
La II Copa Latina se llevó a cabo del 3 al 5 de junio de 2010 en el Coliseo Niño Héroe Manuel Bonilla de la ciudad de Lima, Perú. Todas las selecciones participantes (Argentina, Colombia, Perú y Uruguay) representaron a la Confederación Sudamericana de Voleibol. El torneo amistoso sirvió de preparación para las selecciones sub-20 de Argentina y Perú para el Campeonato Sudamericano de Voleibol Femenino Sub-20 de 2010, que compitieron contra las selecciones mayores de Colombia y Uruguay.

## Equipos participantes
- Argentina
- Colombia
- Perú
- Uruguay

## Fase única

### Resultados
| Fecha    | Encuentro            | Resultado | Set   | Set   | Set   | Set   | Set   | Puntuación total |
| Fecha    | Encuentro            | Resultado | 1     | 2     | 3     | 4     | 5     | Puntuación total |
| -------- | -------------------- | --------- | ----- | ----- | ----- | ----- | ----- | ---------------- |
| 03-06-10 | Colombia - Uruguay   | 3-1       | 25-21 | 25-22 | 20-25 | 25-18 |       | 95-86            |
| 03-06-10 | Perú - Argentina     | 3-2       | 25-27 | 23-25 | 25-17 | 25-19 | 15-11 | 113-99           |
| 04-06-10 | Colombia - Argentina | 1-3       | 25-23 | 20-25 | 11-25 | 19-25 |       | 75-98            |
| 04-06-10 | Perú - Uruguay       | 3-0       | 25-14 | 25-16 | 25-11 |       |       | 75-41            |
| 05-06-10 | Argentina - Uruguay  | 3-1       | 27-29 | 25-19 | 25-19 | 25-23 |       | 102-90           |
| 05-06-10 | Perú - Colombia      | 3-1       | 23-25 | 25-21 | 25-19 | 25-16 |       | 98-81            |

### Clasificación
| Pos | Equipo    | PJ | PG | PP | SF | SC | PTS |
| --- | --------- | -- | -- | -- | -- | -- | --- |
| 1   | Perú      | 3  | 3  | 0  | 9  | 3  | 8   |
| 2   | Argentina | 3  | 2  | 1  | 8  | 5  | 7   |
| 3   | Colombia  | 3  | 1  | 2  | 5  | 7  | 3   |
| 4   | Uruguay   | 3  | 0  | 3  | 2  | 9  | 0   |

## Campeón
| Perú           |
| Campeón        |
| Perú 1º título |

## Clasificación general
| Pos | Equipo    |
| --- | --------- |
| 1   | Perú      |
| 2   | Argentina |
| 3   | Colombia  |
| 4   | Uruguay   |

| Predecesor: Perú 2009 | Copa Latina (voleibol) Peru 2010 | Sucesor: Perú 2011 |

- Datos: Q586436